# Люббе, Генрих
Генрих Лю́ббе (нем. Heinrich Lübbe; 12 января 1884, Нинбург-на-Везере — 14 марта 1940, Берлин) — немецкий конструктор и изобретатель, основатель фирмы Arado Flugzeugwerke.

## Биография
Получив техническое образование, служил во флоте, однако, был вынужден прервать военную карьеру после несчастного случая. В 1911 году получил пилотское свидетельство (№ 134) и приобрёл аэроплан Etrich Taube, чтобы всерьёз заняться авиацией, и уже в конце 1912 года ему удалось побить тогдашний мировой рекорд скорости на 250-километровом участке между Монтевидео и Буэнос-Айресом.
Во время Первой мировой войны работал на фирме Фоккер в качестве специалиста по вооружению, в частности, занимался усовершенствованием синхронизатора.
После войны Генрих Люббе выкупил в 1921 году помещения авиазавода Flugzeugbau Friedrichshafen и в 1926 году основал фирму Arado Flugzeugwerke. Весной 1936 года эту фирму пришлось продать государству,, в том числе из-за отказа вступить в НСДАП. Лишившись основного источника доходов, Люббе занялся патентным делом, однако, не особо преуспел в этом.
Давно страдавший от болезни лёгких Люббе скончался в возрасте 56 лет от пневмонии утром 14 марта 1940 года во время деловой поездки. Похоронен на кладбище Юго-Западном кладбище в Штансдорфе.